# Della (film, 1964)
Pour plus de détails, voir Fiche technique et Distribution.
Della est un film américain réalisé par Robert Gist, sorti en 1964.

## Synopsis
Alors qu'il négocie avec une riche veuve pour l'achat d'un bien immobilier, Barney Stafford tmbe amoureux de la fille de cette dernière.

## Fiche technique
- Titre original : Della
- Réalisation : Robert Gist
- Scénario : Richard Alan Simmons
- Production : Stanley Kallis, Richard Alan Simmons (producteur exécutif) et Joan Crawford (non créditée)
- Société de production : Four Star Productions
- Musique : Fred Steiner
- Photographie : Wilfred M. Cline
- Direction artistique : Gibson Holley
- Décorateur de plateau : Frank Wade
- Costumes : Robert B. Harris
- Pays d'origine : États-Unis
- Format : Couleur - Son : Mono (RCA Sound Recording)
- Genre : Drame
- Date de sortie : États-Unis : 1964

## Distribution
- Joan Crawford : Della Chappell
- Paul Burke : Barney Stafford
- Charles Bickford : Hugh Stafford
- Richard Carlson : David Stafford
- Diane Baker : Jenny Chappell
- Robert Sampson : Joel Stafford
- Otto Kruger : Walter Garrick
- James Noah : Chris Stafford
- Marianna Case : Addie Stafford
- Sara Taft : Mrs. Kyle
- Walter Woolf King : Sam Jordon
- Barney Phillips : Eric Kline
- Voltaire Perkins : Herb Foster
- Richard Bull : Mark Nodella
- Jan Shepard : Secrétaire